# Emilio Cigoli
Emilio Cigoli, född 18 november 1909 som Emilio Cardi Cigoli i Livorno, död 7 november 1980 i Rom, var en italiensk skådespelare. Som filmskådespelare är han framför allt ihågkommen för sin roll som den bedragne, av sin otillräcklighet plågade familjefadern i Vittorio De Sicas första dramafilm Barnen ser oss (1943). Cigoli är i Italien minst lika känd som röstskådespelare vars barytonstämma lånats ut till bland andra i stort sett alla manliga amerikanska storstjärnor vilkas filmer visades i Italien under Cigolis aktiva tid, från Clark Gable och Gary Cooper till Lee van Cleef och Marlon Brando.

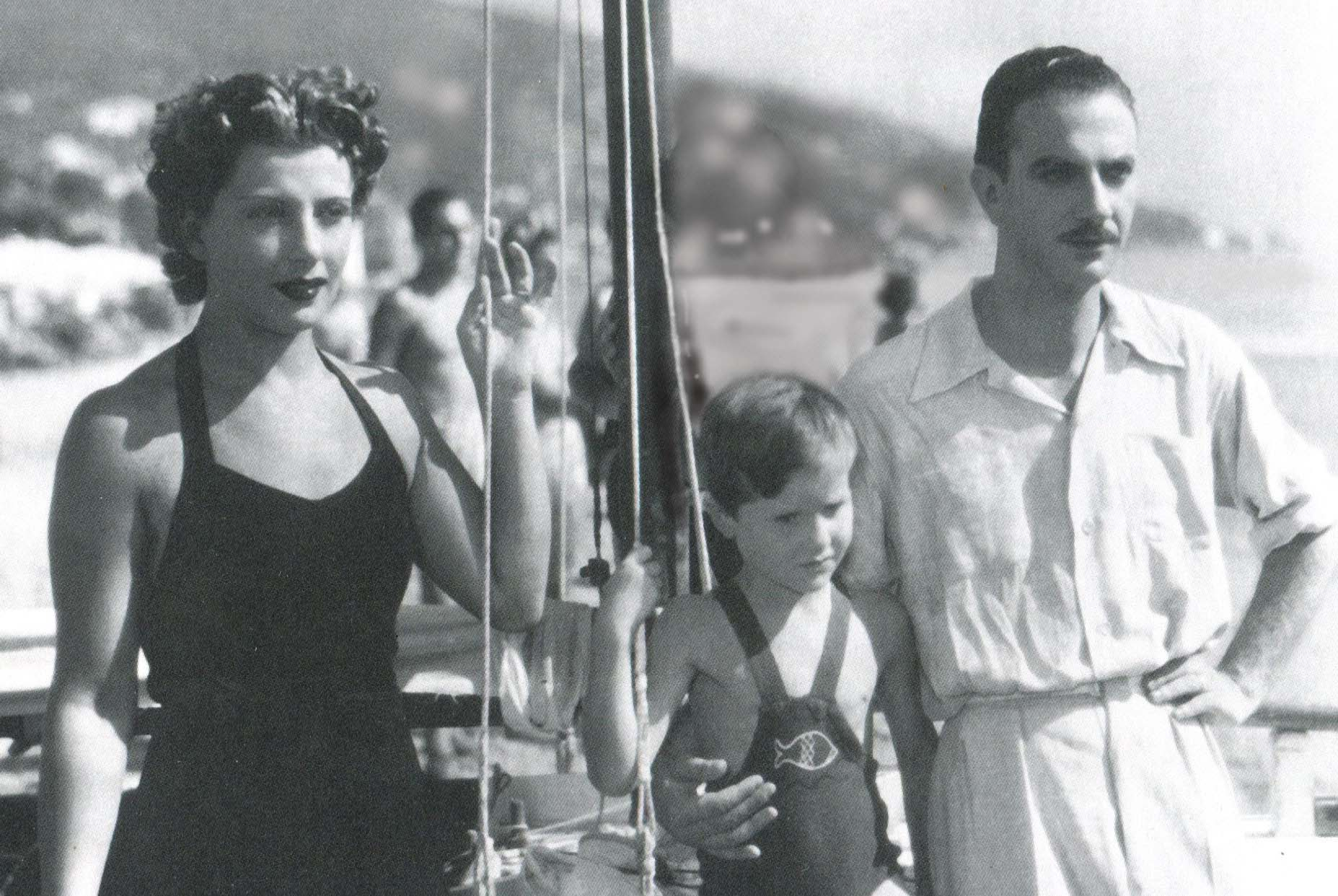
Emilio Cigoli tillsammans med Isa Pola och Luciano De Ambrosis i Vittorio De Sicas film Barnen ser oss (1943).

## Biografi
Emilio Cigoli föddes i en familj där konstnärskap av något slag som yrke hade gått i arv ända sedan renässansen. Hans far Carlo Cigoli och mor Giovanna Cigoli, född Benfenati, var båda skådespelare. Det var även Emilios farfar Luigi Cigoli, som blev familjens första filmskådespelare redan under stumfilmens era. Familjenamnet Cigoli är från början ett artistnamn, identiskt med namnet på födelseorten för släktens mest kände medlem, konstnären och arkitekten Lodovico Cardi (1559–1613).
Cigoli började sin skådespelarkarriär på teaterscenen i ett sällskap som drevs av Alfredo De Sanctis. Hans röst och tydliga diktion passade för radion och han började redan under tidigt 1930-tal anlitas av det rikstäckande radiobolaget EIAR som högläsare av prosa. Cigoli var dock mer intresserad av ett annat slags media, nämligen filmen. Hans debut på vita duken skedde 1935 med en liten roll i Mario Mattolis film Amo te sola som inledde en 45 år lång karriär framför kameran. Cigoli nådde sina största framgångar som filmskådespelare under 1940-talet i två filmer regisserade av Vittorio De Sica. Förutom hans av kritikerna lovordade prestation i  Barnen ser oss fick han också mycket positiv kritik för sin roll i samme regissörs neorealistiska klassiker Ungdomsfängelset (1946).
Trots att Cigoli medverkade i närmare 60 filmer på vita duken och i TV blev hans arbetsmässigt största insats de otaliga dubbningar av långfilmer han gjorde under sin karriär. Under en period av cirka 40 år spelade han in repliker för såväl italienska som utländska skådespelare i sammanlagt omkring 7 000 filmer.